# Partir un jour (court métrage)
Pour les articles homonymes, voir Partir un jour (homonymie).
Pour plus de détails, voir Fiche technique et Distribution.
Partir un jour est un court métrage français réalisé par Amélie Bonnin et sorti en 2021.
La réalisatrice a ensuite adapté ce film en long métrage, également intitulé Partir un jour, qui est projeté en ouverture du Festival de Cannes 2025.

## Synopsis
Julien vient de publier son premier roman. Père en devenir, il revient dans le Calvados aider ses parents à déménager depuis que son père a décidé de prendre sa retraite. En faisant les courses au supermarché, il croise Caroline, une amie d’enfance, enceinte également, caissière dans le supermarché. Ils se retrouvent le soir même pour une escapade à la piscine municipale. Les non-dits de l’époque prennent forme.

## Fiche technique
Sauf indication contraire, les informations mentionnées dans cette section peuvent être confirmées par les bases de données cinématographiques  présentes dans la section « Liens externes ».
- Titre : Partir un jour
- Réalisation : Amélie Bonnin
- Scénario : Amélie Bonnin et Dimitri Lucas
- Musique : Thomas Krameyer
- Photographie : David Cailley
- Décors : Marion Briec et Chloé Cambournac
- Montage : Audrey Bauduin
- Son : Alix Clément
- Société de production : Topshot Films
- Pays de production :  France
- Langue originale : français
- Lieu de tournage : Normandie
- Durée : 24 minutes
- Date de sortie :
  - France : 28 novembre 2021

## Distribution
Sauf indication contraire, les informations mentionnées dans cette section peuvent être confirmées par les bases de données cinématographiques  présentes dans la section « Liens externes ».
- Bastien Bouillon : Julien Beguin
- Juliette Armanet : Caroline
- François Rollin : le père de Julien
- Lorella Cravotta : la mère de Julien
- Mélodie Lauret : choriste

## Chansons
Ce court métrage est un film musical, incorporant dans l'action des chansons chantés par les acteurs, notamment
- Partir un jour de 2Be3, qui a donné son titre à ce film ;
- L'Encre de tes yeux de Francis Cabrel ;
- Bye bye de Ménélik, interprétée par Juliette Armanet et Bastien Bouillon ;
- Tu oublieras de Régine, interprétée par Juliette Armanet et Bastien Bouillon.

## Distinctions
Sauf indication contraire, les informations mentionnées dans cette section peuvent être confirmées par les bases de données cinématographiques  présentes dans la section « Liens externes ».

### Récompenses
- Festival Off-Courts 2021 : prix du public région Normandie[1]
- Festival international du court métrage de Clermont-Ferrand 2022 : prix du public[2]
- Festival Côté court de Pantin 2022 : prix d'interprétation masculine pour Bastien Bouillon[3]
- César 2023 : meilleur court métrage de fiction[4]

### Sélections
- Festival international du film francophone de Namur 2021[5]